# گروه مدیا
گروه مدیا (انگلیسی: Media Group) شرکت رسانه‌ای اندونزیایی است، که در سال ۱۹۸۴ تأسیس شد.